# NGC 6283
NGC 6283 este o galaxie situată în constelația Hercule. A fost descoperită în 13 aprilie 1788 de către William Herschel.